# Sergio Messen
Sergio Iván Messen Angarita (Santiago, 8 de marzo de 1949-Ibidem, 1 de enero de 2010) fue un futbolista chileno. Formó parte del exitoso plantel de Colo-Colo 1973, dirigido por Luis Álamos, y fue seleccionado nacional para las clasificatorias del mundial de fútbol de Alemania 1974, no siendo parte del plantel que fue al mundial. Dentro de sus mayores logros están la obtención de dos campeonatos nacionales -en 1972 con Colo-Colo y en 1978 con Palestino- y el subcampeonato de Copa Libertadores 1973 con el club albo.

## Biografía
Sergio Messen comenzó a jugar en la primera infantil de Universidad Católica, destacando como goleador.[cita requerida] Debuta en 1967 en el primer equipo, en el que juega hasta 1970, cuando es fichado por Colo-Colo. Entre 1971 y 1973, con la camiseta alba, juega 90 partidos oficiales de primera división, marcando 30 goles, obteniendo el Campeonato Nacional 1972 y el Vicecampeonato de la Copa Libertadores 1973. Pasa al plantel de Palestino en 1974 segundo semestre, destacando el logro de la Copa Chile en 1975 y 1977 y el Campeonato Nacional 1978. Se retiró del fútbol profesional en 1981.
Entre 1970 y 1975, jugó 16 partidos por la Selección nacional.

### Muerte
Fue encontrado muerto el 1 de enero de 2010, a pasos de su departamento en la comuna de Providencia, en Santiago. Frente a las hipótesis iniciales de que se trataría de un suicidio, familiares y amigos descartaron que el exfutbolista hubiese pasado por una depresión, y señalaron que lo más probable es que hubiese sido asaltado y golpeado, causándole la muerte en la vía pública. Sin embargo, finalmente la autopsia reveló que su fallecimiento ocurrió a causa de un coma diabético.

## Clubes

### Como jugador
| Club                 | País  | Año       |
| -------------------- | ----- | --------- |
| Universidad Católica | Chile | 1967-1970 |
| Colo Colo            | Chile | 1971-1974 |
| Palestino            | Chile | 1974-1981 |

## Palmarés

### Torneos nacionales de reservas
| Título             | Equipo               | País  | Año  |
| ------------------ | -------------------- | ----- | ---- |
| Torneo de Reservas | Universidad Católica | Chile | 1967 |

### Torneos nacionales oficiales
| Título           | Club      | País  | Año  |
| ---------------- | --------- | ----- | ---- |
| Primera División | Colo Colo | Chile | 1972 |
| Copa Chile       | Palestino | Chile | 1975 |
| Copa Chile       | Palestino | Chile | 1977 |
| Primera División | Palestino | Chile | 1978 |